# واي:الرجل الأخير (مسلسل)
واي:الرجل الأخير (بالإنجليزية: Y: The Last Man)‏ هو مسلسل دراما أمريكي قادم من بطولة دايان لاين،بن شنتزر وأوليفيا ثيرلبي.من المقرر عرضه على إف إكس في 13 سبتمبر 2021.

## روابط خارجية
واي:الرجل الأخير على موقع IMDb (الإنجليزية)
- واي:الرجل الأخير على موقع ميتاكريتيك (الإنجليزية)
- واي:الرجل الأخير على موقع روتن توميتوز (الإنجليزية)
- واي:الرجل الأخير على موقع كينوبويسك (الروسية)
- واي:الرجل الأخير على موقع ألو سيني (الفرنسية)
- واي:الرجل الأخير على موقع قاعدة بيانات الفيلم (الإنجليزية)